# Die Brüder Karamasoff (1920)
Die Brüder Karamasoff ist ein deutscher Stummfilm aus dem Jahre 1920 von Carl Froelich nach der gleichnamigen Romanvorlage von Fjodor Dostojewski.

## Handlung
Erzählt wird die Geschichte vom alten Rauf- und Trunkenbold Karamasoff und seinen ungleichen Söhnen und der Unfrieden in der Familie stiftenden Hure Gruschenka. Dimitri Karamasoff will seine Braut Katharina, genannt Katja, heiraten. Dafür muss er in seinem Moskauer Regiment den Betrag von 3000 Rubel hinterlegen. Dimitri besitzt nicht so viel Geld und reist daher zu seinem Vater, um darum zu bitten, ihm diese Summe zu überlassen. Sein Vater, der seinem Sohn Geld schuldet, ist jedoch dazu nicht bereit. Vielmehr hat der Alte nur Frauen im Sinn. Besonders die hübsche Prostituierte Gruschenka hat es ihm angetan. Er will sie unbedingt heiraten.
Über Gruschenka versucht Dimitri, Einfluss auf seinen Vater zu gewinnen. Doch die Hure macht sich lustig über ihn. In einer turbulenten Auseinandersetzung, die mehr und mehr lustvolle Züge annimmt, fallen beide übereinander her. Doch Gruschenka erwidert Dimitris Gefühle nicht und spielt stattdessen mit ihm. Dimitri Karamasoff hingegen wird in diesem Augenblick seiner Katja untreu und verfällt mit Haut und Haaren der sittenlosen Dirne. Derweil hat Katja die benötigten 3000 Rubel aufgetrieben. Als sie hört, dass Dimitri eine Affäre mit der stadtbekannten Hure hat, ist sie zutiefst getroffen, will ihren Verlobten aber weiterhin heiraten. Am Bahnhof wartet sie vergebens auf Dimitri, der entgegen seiner Zusage nicht kommt. Daraufhin reist Katja allein ab.
Am selben Abend wird der alte Karamasoff erschlagen in seiner Wohnung aufgefunden. Sofort gerät Dimitri in den Verdacht, den Vater ermordet zu haben. Der mutmaßliche Grund: Eifersucht, da Gruschenka von dem Alten, der ihr gegenüber spendabel war, nicht lassen wollte. Dimitris jüngerer Bruder Iwan versucht, dessen Unschuld zu beweisen, hat damit jedoch keinen Erfolg. In einem Prozess wird Dimitri des Mordes für schuldig befunden und nach Sibirien, wo er Zwangsarbeit verrichten muss, verbannt. Der wahre Täter ist jedoch eine widerliche, kriecherische Gestalt namens Smerdjakoff. Dieser hat sich seiner Anklage und Verurteilung längst entzogen, indem er sich am Vortag vor Prozessbeginn aufhängte.

## Produktionsnotizen und Hintergrund
Die Brüder Karamasoff entstand im Winter 1919/20. Er hatte eine Länge von sieben Akten auf 2.388 Metern, ca. xx Minuten.
Der Kinematograph berichtete Ende 1919 zweimal von den Dreharbeiten. Der siebenaktige Film wurde am 20. April 1920 im UFA-Palast am Zoo uraufgeführt und erhielt Jugendverbot. Dieses Werk Froelichs gilt als die zweite Verfilmung des Dostojewski-Romans und als die erste, die außerhalb Russlands entstand.
Der Film wurde im Maxim-Film-Atelier in der Blücherstraße 32 gedreht. Die soeben in Deutschland eingetroffenen Exilrussen Dimitri Buchowetzki und Ronald von Boschitzko wirkten an diesem Film als Berater mit. Die Filmbauten entwarf Hans Sohnle.
Mit Fritz Kortner, Emil Jannings, Werner Krauß und Hanna Ralph konnte Froelich über ein vorzügliches und ungewöhnlich großes Starensemble verfügen. Während Kortner diesmal den alten Wüstling Karamasoff verkörperte, spielte er gut zehn Jahre darauf in Fedor Ozeps Tonfilmfassung Der Mörder Dimitri Karamasoff (1930) dessen Sohn Dimitri.

## Kritik
Hans Wollenberg schrieb in der Lichtbild-Bühne:
„Eine Schar von Künstlern stellt sich die Aufgabe, durch das Filmband dem Volke zu vermitteln, wie Dostojewski die Welt sah und nachschuf. Dazu gehört Mut und – Ehrfurcht und Verantwortungsgefühl. Alles dreies haben die Schöpfer dieses Filmwerkes besessen. Das sei ihnen hoch angerechnet. Die Umkomposition des Wortepos in das Bildepos ist geglückt – ohne Grabschändung an dem großen Russen.
Es muss eine ganz enorme dramaturgische Leistung gewesen sein, aus dem Roman, der breit dahinfließt wie die Fluten der Wolga, das herauszuhauen, was eine filmmäßige Geschehensreihe gab. Dem photographierten Geschehen der Seele, Dostojewskis slawische Seele, einzuhauchen, war dann die Riesenaufgabe der stummen Darstellungskunst. Die Künstlerschar, die sich ihr unterzog, war erlesen. Sie gab den Bildern Dostojewskis Stimmung. Dieses Werk besitzt das, was dem Film zumeist abgeht; das, was das Kunstwerk vom Kunsthandwerk scheidet: aus ihm strömen jene Rhythmen, die zwischen den photographierten Dingen schweben: Seele.
Der Schauspieler Jannings schuf Dostojewskis Dmitrij noch einmal. Er ließ einen ganz dasselbe mitleiden, was Dostojewski den Leser seines Werkes mitleiden lässt. Bis in die tiefsten Tiefen erschütternd durchlebt er vor unseren Augen die Tragödie des grundanständigen, vornehmdenkenden, haltlosen, bis zur Gemeinheit leichtsinnigen, doch so lieben, ehrlichen Jungen. Jede Frau; die ihn kennen lernt, zwingt seine Anständigkeit zur Liebe. Wer kennt nicht solch einen Dimitrij? – […] Kortner ist der alte, wüste Lump Karamasoff. Werner Krauß: Smerdjakoff, sein natürlicher Sohn. Ein Kabinettstück; würdig Dostojewskis, der die Menschen mit ihren inneren Widersprüchen kannte wie keiner. Smerdjakoff: aufgewachsen unter Fußtritten. Hilfsbereit und schadenfroh, gutmütig und boshaft, blöd und pfiffig; ein krankes Hirn, ein kranker Körper: Epileptiker. So erlebt man ihn durch Werner Krauß. […]
Die Einzelleistungen klangen harmonisch zusammen in einen großen, feierlich-schaurigen Akkord. Leichtsinn und Hochherzigkeit, Weltlust und Gottbeseeltheit, Gemeinheit, Laster und Leid fluten in 7 Akten vorbei. In diesen Akten ist vieles von dem aufgefangen, was Dostojewskis Epos ausstrahlt. Der Grundgehalt, die Grundstimmung der ‚Brüder Karamasoff‘ wird von der Leinewand unverfälscht reflektiert. Und damit ist ein hohes, ein schönes, ein schweres Ziel erreicht.“
Paimanns Filmlisten resümierte kurz und knapp: „Stoff und Spiel ausgezeichnet. Photos und Szenerie sehr gut.“